# Christiaan Hof
Christiaan Paulus Bastien (Chris) Hof (Hellum, 7 december 1980) is een Nederlands zanger, producer en songwriter.

## Carrière
Samen met Alain Clark vormde Hof jarenlang het producersduo The Result. Samen schreven en produceerden ze onder meer liedjes voor Kinderen voor Kinderen, Jim, Boris en Bastiaan Ragas.
Ook was Hof jarenlang onderdeel van de band van Alain Clark, waarin hij de achtergrondzang verzorgde.
In september 2009 kwam zijn eerste single, Alleen Is Maar Alleen uit, en in februari 2010 volgde zijn debuutalbum, Ze Vangt Me. Hiervoor werd niet één cd-presentatie georganiseerd, maar deed hij een 12-provinciën-tour, waarin hij in iedere provincie één of meerdere optredens gaf.

## Privé
Hof groeide op in de provincie Groningen, in Hellum, woonde in zijn tienerjaren in Nieuwlande in Drenthe en is, voor zijn carrière, daarna verhuisd naar Haarlem, waar hij samenwoont met zijn vrouw.

## Discografie

### Albums
| Album met eventuele hitnotering(en) in de Nederlandse Album Top 100 | Datum van verschijnen | Datum van binnenkomst | Hoogste positie | Aantal weken | Opmerkingen |
| ------------------------------------------------------------------- | --------------------- | --------------------- | --------------- | ------------ | ----------- |
| Ze vangt me                                                         | 12-02-2010            | 20-02-2010            | 32              | 5            |             |
| Christiaan Hof                                                      | 23-11-2012            | nvt                   | nvt             | nvt          |             |

### Singles
| Single met eventuele hitnotering(en) in de Nederlandse Top 40 | Datum van verschijnen | Datum van binnenkomst | Hoogste positie | Aantal weken | Opmerkingen              |
| ------------------------------------------------------------- | --------------------- | --------------------- | --------------- | ------------ | ------------------------ |
| Alleen is maar alleen                                         | 18-09-2009            | -                     |                 |              |                          |
| Dit lichaam luistert niet                                     | 12-01-2010            | 06-02-2010            | tip10           | -            | #19 in de Single Top 100 |
| Dit is Nederland                                              | 20-03-2015            | -                     | -               | -            | met Basto                |

## Trivia
- Hof heeft twee gouden platen en een platina plaat.[1]
- Hof zong de eindtune van de Groningse regiosoap Boven Wotter, die uitgezonden werd door TV Noord. Hij spreekt dan ook Gronings.[2]
- Hij nam zijn album op in Londen, met de band van David Gray.[1]